# Ясен строкатий
Я́сен строка́тий — ботанічна пам'ятка природи місцевого значення в Україні. Зростає навпроти будинку культури в місті Хоростків Чортківського району Тернопільської області. 
Площа 0,01 га. Оголошений об'єктом природно-заповідного фонду рішенням № 428 четвертої сесії Тернопільської обласної ради 6-го скликання від 30 листопада 2016 року. Перебуває у віданні Державного підприємства «Дослідне господарство Подільське» Тернопільської державної сільськогосподарської дослідної станції Інституту кормів та сільського господарства Поділля. 
Під охороною та збереженням дерево ясена високого (звичайного) строкатої форми, що має природоохоронну, еколого-освітню та естетичну цінність.